# Nicholls
Nicholls es una ciudad ubicada en el condado de Coffee en el estado estadounidense de Georgia. En el año 2000 tenía una población de 1.008 habitantes.

## Geografía
Nicholls se encuentra ubicada en las coordenadas 31°31′1″N 82°38′16″O / 31.51694, -82.63778 (31.516941, -82.637654).
Según la Oficina del Censo, la localidad tiene un área total de 4 km² (1,5 mi²), de la cual 4 km² (1,5 mi²) es tierra y 0 km² (0 mi²) (0.00%) es agua.

## Demografía
Según la Oficina del Censo en 2000 los ingresos medios por hogar en la localidad eran de $21,750, y los ingresos medios por familia eran $24,479. Los hombres tenían unos ingresos medios de $23,990 frente a los $18,750 para las mujeres. La renta per cápita para la localidad era de $10,592. 